# 電子遊戲與暴力
电子游戏自诞生以来，就常被批评含有暴力元素。许多政客、家长及活动家宣称电子游戏与暴力行为有联系，特别是与青少年的暴力行为有联系。美国心理学会认为尽管带有暴力元素的电子游戏与冒犯性的行为有关，但将暴力行为都归咎于带有暴力元素的电子游戏是“不科学的说法”。

## 背景
自20世纪90年代末以来，因为人们认为犯罪嫌疑人可能有玩暴力电子游戏的历史，一些可能与游戏有关的暴力事件被大肆宣传。1999年的科倫拜校園事件造成了道德恐慌，使得学者们开始研究带有暴力元素的电子游戏是否会影响现实中的行为。一些研究发现游玩有暴力元素的电子游戏会增加或减少亲社会行为，或者与其增减有相关性，其他研究则认为带有暴力元素的电子游戏根本就没有这样的功能。2005年，美国娱乐软件协会主席在接受公共广播电视公司采访时否认带有暴力元素的电子游戏会导致反社会行为，他在采访中说：“坦率地说，这是不了解这个行业的人在过分夸大其词”。此外，还有一些人认为电子游戏行业成了现实中各类社会问题的替罪羊，玩电子游戏本身对青少年有积极的影响。
公众的一种主要担忧是，由于电子游戏受众中有很大一部分是年轻人，因此特别容易受到电子游戏特别是其中的暴力元素的影响。2022年进行的一项大规模研究发现至少有1/4的玩家年龄介乎10岁和20岁间，此外一项针对12至17岁间，1102位青少年的研究发现，1102人中有97%在访谈的前一天玩过电子游戏，这97%的人群中，又有14%的女孩和50%的男孩喜欢玩“M”（包含适合17岁以上玩家的内容）或“AO”（内容只适合18岁以上的成人）评级的游戏，而有25%的家长在购买游戏前根本不会查看评级。

## 历史

### 电子游戏诞生前
在历史上，人们曾对漫畫雜誌抱有与电子游戏类似的道德恐慌。1950年代，美国进入漫畫黃金時代，随着产业的发展，一些艺术家和出版商开始出版、发行更频繁地描绘暴力和其他擦边内容的漫画。1954年，精神病学家弗雷德里克·魏特汉出版了《纯真的诱惑》一书，宣称漫画中的暴力情节会诱导青少年去模仿，从而引发犯罪行为。即便魏特汉的一些说法后来被发现并不严谨，这本书还是引起了道德恐慌，迫使漫画行业规范作品。同年，漫画行业组建了漫画准则管理局，严格规范内容，通过自我审查消除了大部分暴力和其他成人内容。其后，主流漫画业逐渐衰落，而成人漫画的地下市场则逐渐形成。直到接近20年后，漫画行业才从漫画监管局的规定中恢复过来，但不再那么严格地遵守漫画准则管理局的要求。进入千禧年后，人们普遍不再考虑漫画准则管理局的要求。也因此，人们常把对漫画杂志的恐慌和对游戏的恐慌相提并论。而游戏开发商也会尽量避免自我审查，以免影响销量。
彈珠台和漫画杂志的境遇相似，在20世纪50、60年代的美国，叛逆的青少年经常会在弹珠台旁闲逛，有代沟的老一辈美国人无法理解这些青少年，因此对这些青年人感到恐慌。在一些人看来，弹珠台似乎是一种赌博（这导致弹珠台上往往贴有“仅供娱乐”的标签），信教的人们更担心弹球是“魔鬼的工具”。由于民众对彈珠台产生了道德恐慌，许多城市不得不限制甚至禁止弹珠台，不过这些禁令大都只维持到了70年代初。比如，纽约在1976年前一直禁止人们玩彈珠台，芝加哥的禁令则一直维持到了1977年。随着电子游戏的出现，叛逆的青少年们将目光从弹珠台上转移到了电子游戏上，弹珠台的禁令也是在电子游戏出现后没多久后被纷纷解除的，但人们对弹珠台的担忧也部分转移到了电子游戏上。

### 1970–1980年代
在《乓》火遍街机游戏界后，街机游戏制作商意识到了电子游戏的潜力，并试图将其推广开来；制作商们先在酒吧和酒廊推出新款的电子游戏，这让他们在内容上有了更大的创作空间——虽然仍遭到一些人批评。在1976年前就已经有两款街机电子游戏因不良内容而受到公众关注：1973年雅达利制作的迷宫游戏《Gotcha (游戏)》出厂时，游戏机的两个操纵杆上覆有代表女性乳房的粉红圆球，不过后来版本的游戏机更换了操纵杆的样式。1975年雅达利未经授权改编自同名电影的《大白鲨》包含了大量暴力内容，不过该款游戏中玩家扮演的是被大白鲨追杀的人类。随着街机游戏进一步铺开，这些游戏最终引起了公众的担忧。
1976年的街机电子游戏《死亡飛車》往往被认为是第一个以暴力内容为卖点的游戏，这款游戏与《大白鲨》一样，也是一款未经授权改编自电影的游戏。这款游戏的游戏机器上就有着大量与死亡相关的符号，而在游戏中玩家被要求在时限内驾车碾过尽可能多的葛雷姆林。这引起了美联社记者温迪·沃克的注意，她联系了游戏的制作商Exidy，并向他们表明了她的担忧。沃克的担忧随后传到了其他媒体机构那里，比如美国全国安全委员会，该委员会后来指责这款游戏美化了碾压他人的行为，而当时美国全国安全委员会正试图对驾驶员们进行安全驾驶教育。虽说一些街机厅后来因为沃克的担忧退回了游戏机，但伴随着媒体曝光，该款机器的总体销量不减反增。这款游戏之前的不少游戏也含有暴力元素，比如《警察和小偷》、《坦克》和《喷气式战斗机》，但这些游戏都没有像《死亡飞车》一样引起这么大的争议。雅達利的诺兰·布什内尔这么解释：“我们雅达利有一条内部规定，不允许对人使用暴力。在游戏里你可以炸坦克，你可以炸飞碟，但你不能直接炸人。我们认为直接炸人不妥，在我任职期间，我们一直恪守这一规定。”
美国军医总监查尔斯·埃弗雷特·库普是第一批公开认为电子游戏可能导致青少年暴力的人之一。1982年，库普以个人身份撰文表示“越来越多的人”开始认同电子游戏可能对青少年的身心健康有不良影响，尽管当时还未有充分的证据得到任何结论。

### 1990年代

#### 《真人快打》及1993年美國國會電子遊戲聽證會
1992年发售的街机格斗游戏《真人快打》包含有大量血腥场面，游戏中还出现了“必杀技”的玩法，即终结敌人时使用的标志性、更为血腥的攻击方式。《真人快打》走红后，业界涌现了一批带有暴力元素的电子游戏，不过，这些游戏是街机独占式的游戏，因此一般会被与面向青少年的非暴力游戏区分开来。然而，家用游戏机厂商们在《真人快打》走红后都想移植该款作品到自家主机上，特别是当时正处在游戏机大战中，争夺美国市场的世嘉和任天堂两家。世嘉移植版的《真人快打》保留了街机版的所有血腥场面（但需要使用作弊码才能激活），任天堂版则去掉了大部分血腥场面，红色的血液也被灰色的“汗液”代替。然而，世嘉版的销量最终远超任天堂版。
《真人快打》、《午夜陷阱》和《致命执法者》三款游戏的爆火引来了美国参议员喬·李伯曼和赫伯·科爾二人的注意。1993-1994年间，二人主持了两场国会听证会，与业界、电子游戏公司代表和相关群体探讨电子游戏中的暴力问题。世嘉及任天堂等电子游戏公司皆被批评缺乏完善的电子游戏分级制度，利伯曼威胁说如果电子游戏公司不自行整改，国会将采取行动规范行业。在第二次听证会中，世嘉、任天堂和其他厂商就成立娛樂軟件分級委員會进行自愿评级达成了一致，该委员会最终于1994年落地。这两场听证会还促使业界成立了负责管理娛樂軟件分級委員會的互动数字软件协会，后改称娱乐软件协会。

#### 杰克·汤普森
已被除牌的美国律师杰克·汤普森批评说一些电子游戏含有淫秽内容，并组织活动攻击开发商和发售商。他认为，带有暴力元素的电子游戏是青少年排练暴力事件计划的“杀人模拟器”，这些游戏和一些校园惨案之间的联系密不可分。

#### 科倫拜校園事件
1999年4月20日，埃里克·哈里斯和迪倫·克萊伯德在美国科罗拉多州杰斐逊县哥伦拜恩高中枪杀13人，随后自杀。两名行凶者后被发现是包括《毀滅戰士》在内一批带有暴力元素的电子游戏的忠实粉丝。由于是次事件导致公众认为电子游戏与枪击案有关联，国会举行了听证会，比尔·克林顿总统下令调查校园枪击案以及电子游戏是如何向青少年销售的。2004年，美国特勤局和美國教育部联合发布的报告中发现，12%的校园枪击案犯罪者对电子游戏感兴趣。
哥伦拜恩枪击案发生后，媒体开始重审之前发生的枪击案，发现1998年西区中学枪击案的两名主谋也喜欢玩各种第一人称射击游戏，还曾一起玩《黃金眼007》。

### 2000年代

#### 《侠盗猎车手III》及相关诉讼
2001年，Rockstar Games在PlayStation 2平台上发售了《俠盜獵車手III》，该款游戏允许玩家控制主人公克劳德在一座现代都市中进行城市黑社会犯罪活动。该款游戏还是第一批開放世界游戏，允许玩家自由控制完成任务的方式，玩家可以在游戏中斗殴、打枪或是飙车。游戏发售后大卖，在6个月内售出200万份。游戏的大火使得游戏中的暴力等元素被数个团体批评。Rockstar在随后的三年里又发售了两款续作，《俠盜獵車手：罪惡城市》和《俠盜獵車手：聖安地列斯》，《圣安地列斯》自带了一个无法通过正常方式游玩的热咖啡模组，其中含有露骨的性爱内容。美国政府在事件发生不久后决定采取行动。2005年，加利福尼亚州政府宣布禁止向未成年人出售带有暴力内容的电子游戏。
之后的几年里，一批青少年犯罪及谋杀案被发现与侠盗猎车手系列游戏有关。杰克·汤普森代表受害者将Rockstar、Take-Two Interactive和索尼告上法庭，声称侠盗猎车手系列游戏中的暴力内容直接导致了罪案频发，要求三家公司进行赔偿。然而，这些诉讼最终要么被自愿撤诉，要么在判决前就已被驳回。汤普森本人也同意不再对Take-Two Interactive采取法律行动，不过他后来成为了一名反暴力电子游戏的活动人士。BBC后来制作了一部纪录片《游戏改变者》记录这一事件。

#### 温嫩登校园枪击案
2009年3月11日，一名枪手来到了德国温嫩登的阿尔贝维尔实科中学射杀多人后自杀。事后调查发现枪手喜欢玩反恐精英系列电子游戏和《極地戰嚎2》。在随后的几周里，德国政界和相关人士向政府施压，要求立法禁止在国内销售带有暴力元素的电子游戏，但这一要求最终未能达成。

#### 《決勝時刻：現代戰爭2》及“别说俄语”关卡
2009年发售的第一人称射击游戏《決勝時刻：現代戰爭2》包含了一个极具争议的任务关卡：“别说俄语”。在这一关里玩家会扮演一名中情局特工，奉命渗透一个恐怖组织并取得信任，因此他必须参加在莫斯科国际机场的屠杀任务；组织头目为了让人们认为这次恐怖袭击由美国策划，在开始袭击前，对所有袭击者说“Remember, no Russian”（直译为“记住，不要说俄语”，但也有“要杀光现场的俄国人”的意思）。玩家准备开始单人模式之前，游戏会询问玩家是否跳过本关，因为本关有“令人不适的内容”。跳过本关不会惩罚玩家，也不会影响玩家的游戏进度。这一关最后组织头目会杀害主角，并表示自己早已知道主角的真实身份，他的真正目的是引发俄美战争，如果人们发现有中情局特工参与恐怖袭击的话正好能够达到这个目的。
在《使命召唤：现代战争2》正式发布之前，这一关的内容就已被提前泄露到了互联网上，迫使发行商动视和制作商Infinity Ward对记者和活动家的批评做出回应。动视回应说，画面确实来自本游戏，但强调这一任务并不代表游戏其他部分，并且给出了关卡在游戏剧情中的上下文。游戏正式发布后，这一关仍饱受批评，一些记者说这表示电子游戏产业仍不成熟。该任务被视为电子游戏行业的分水岭，因为自这之后，像“别说俄语”关卡这样的游戏内容被公众认为是不应出现在游戏中的内容。

### 2010年代

#### 布朗訴娛樂商業協會案
为解决带有暴力内容的电子游戏的问题，美国多个州一度通过了限制向儿童出售“M”评级电子游戏的法律，尤其是含有暴力或性内容的游戏。电子游戏行业团体在法庭上反对这些法律，并赢得了不少诉讼。其中最重要的案件是对2005年加利福尼亚州通过的法律的挑战，该法禁止向未成年人出售“M”评级的游戏，并要求在娱乐软件分级委员会的分级基础上使用更严格的内容分级系统。电子游戏行业团体在地方法庭反对这一法律，并在地方法庭胜诉，但该案随即被带到美国最高法院。在布朗訴娛樂商業協會案中，最高法院裁定电子游戏为传媒形式之一，故而受到美国宪法第一修正案的保护，而像加利福尼亚州这样，以米勒测试之外的依据阻止销售的法律是违宪的。大法官安東寧·斯卡利亞为该案撰写了裁决书的主要观点，他写道电子游戏中的暴力内容和《格林童話》中的暴力内容之间并没有什么区别。

#### 桑迪胡克小学枪击案
2012年12月14日，亚当·兰扎在桑迪胡克小学内枪杀26人后自杀。根据调查人员的说法，亚当·兰扎曾购入大量电子游戏，其中包括一些具有暴力元素的电子游戏。这一发现在政界和媒体界引起了新一轮反对暴力电子游戏的呼声，美国副总统乔·拜登会见了一批电子游戏行业的代表。美国全国步枪协会说电子游戏产业，特别是背景设置在学校内的射击游戏是桑迪胡克小学枪击案的罪魁祸首。

#### 2016年慕尼黑槍擊案
2016年，18岁的戴维·阿里·桑波里在德国巴伐利亚慕尼黑莫萨赫的奧林匹亞購物中心枪杀9人后自杀。德国联邦内政和国土部部长托马斯·德迈齐埃在事后宣称，“互联网上美化暴力的游戏泛滥成灾，对青少年的成长也产生了有害影响。任何有理智的人都不会否认这一点”。他的发言遭到媒体专家迈克·毛什的批评，毛什说，“没有一个理智的科学家敢如此肯定地说出这样的话。而如果没有科学家敢这么说，也就不应该有政府部长敢这么说”。

#### 玛乔丽·斯通曼·道格拉斯高中枪击案
2018年2月14日，19岁的尼古拉斯·克鲁兹进入佛罗里达州帕克兰的玛乔丽·斯通曼·道格拉斯高中枪杀17人，并重伤多人。肯塔基州州长馬特·貝文随即呼吁美国应该重新审视“交到青少年手里的东西”，特别是“让人们对人的生命价值变得不敏感”的“被反复提及的电子游戏”。事发一个月后，美国总统唐納·川普在华盛顿特区会见了一些行业的代表和倡议者，讨论带有暴力内容的电子游戏的影响：出席者包括娱乐软件协会总裁麦克·加拉格尔、娱乐软件分级委员会总裁帕特里夏·万斯、ZeniMax Media首席执行官罗伯特·奥特曼、Take-Two首席执行官斯特劳斯·泽尔尼克、媒体研究中心的布伦特·博泽和家长电视委员会的梅丽莎·亨森。会议期间电子游戏行业的代表仍坚称带有暴力内容的电子游戏和暴力行为之间缺乏联系，而批评者也仍坚称电子游戏行业应当限制青少年接触电子游戏，就像应当限制青少年接触酒类或是香烟一样。

#### 苏扎诺市校园枪击案
2019年3月13日，吉尔默·蒙泰罗和露易兹·卡斯特罗进入巴西圣保罗州蘇扎諾的巴西劳尔教授中学射杀8人，随后自杀。巴西副总统漢密爾頓·莫朗随后表示这起枪击案可能是年轻人沉迷于暴力电子游戏的结果，还声称巴西父母的日常工作使年轻人更难得到正确的教育。巴西的玩家们则在社交媒体上使用#SomosGamersNãoAssassinos（“#我们是玩家不是杀人犯”）表示抗议。

#### 埃尔帕索枪击案及代顿枪击案
2019年8月3日，21岁的帕特里克·伍德·克鲁修斯在德克萨斯州埃尔帕索的一家沃尔玛商店枪杀23人，并重伤多人。同日，24岁的康纳·斯蒂芬·贝茨在俄亥俄州代顿的一家酒吧中枪杀9人，重伤多人。这两起事件再度引起了电子游戏导致暴力的说法。唐纳德·特朗普在两场枪击案几日后发表声明：“我们必须停止在我们的社会中颂扬暴力，比如现今常见的一些可怕的、令人毛骨悚然的电子游戏。”众议院少数党领袖凱文·麥卡錫同样认为电子游戏是罪魁祸首，说：“我始终认为，这是关乎我们后代和每个人的问题。我们已经从研究中看到了它对个人的影响，从这些枪击案的照片中可以看到电子游戏和其他游戏中的行为。”新闻机构和电子游戏行业重申了过去的研究结果，即电子游戏和暴力行为之间没有必然联系，并批评政客们在应当进行枪支管制的时候将责任全都推给电子游戏。

#### 萨勒河畔哈雷犹太会堂枪击案
2019年10月9日，27岁的斯蒂芬·巴利特在德国萨克森-安哈尔特萨勒河畔哈雷的一间犹太会堂附近射杀两人，射伤两人，巴利特在作案时通过Facebook和Twitch进行直播，并在直播中发表了极右翼反犹言论。德国内政部长霍斯特·泽霍费尔在事后表示“许多犯罪者或潜在犯罪者来自于游戏圈”，他的言论被德国游戏玩家和政治家所批评，德国社会民主党总书记拉尔斯·克林拜尔说：“问题出在右翼极端主义上，而非游戏玩家或者别的什么”。

### 2020年代

#### 托雷翁塞万提斯学院枪击案
2020年1月10日，11岁的何塞·安赫尔·拉莫斯·贝茨在墨西哥科阿韋拉州托雷翁的塞万提斯学院枪杀1人，打伤6人后自杀。州长米格尔·安赫尔·里克尔梅·索利斯在枪击案后几小时宣布，贝茨在作案时穿着一件印有《物竞天择》模组logo的衬衫，并表示他可能是受游戏影响作案。州长的言论随即引发争议，墨西哥国立自治大学心理学院的埃里克·萨拉萨尔·弗洛雷斯表示，对那些希望忽视问题本身复杂性的当局来说，将暴力归咎于电子游戏是一种“简单的办法”。下加利福尼亚自治大学的社会学家达利拉·巴伦苏埃拉评论说虽然电子游戏可能会影响青少年的行为，但家长们要负最主要的责任。

#### 纳赫尔·梅尔祖克抗议
2023年6月，17岁的北非裔法国人纳赫尔·梅尔祖克在巴黎郊区楠泰尔被一名警察开枪击毙，随后引发大规模的抗议和暴乱。法国总统埃马纽埃尔·马克龙在同月批评电子游戏“毒害”一些青年骚乱者。

## 暴力网络游戏的负面影响
有关电子游戏负面影响的理论往往侧重于探讨玩家会模仿游戏中的行为。由于游戏所具有的互动性，这些影响可能要比其他媒体造成的类似影响更严重。关于此类影响的最著名理论是认知新联想理论（也称为脚本理论），该理论认为，玩带有暴力内容的电子游戏可能会产生攻击性的“认知脚本”，当玩家认为他人的行为具有敌意时，这些脚本就会被激活。因此，玩带有暴力内容的电子游戏就成了玩家演练攻击行为的机会，从而导致人们在现实生活中变得更具攻击性。元理论模型“一般攻击模型”被用于将各种理论统合以共同解释攻击行为，在电子游戏相关的研究中，一般攻击模型认为攻击认知、攻击情感、生理唤醒相互作用，并最终引起攻击行为。一些学者对一般攻击模型提出了批评，认为该模型错误地假定攻击行为主要是通过后天学习获得的，还假定大脑无法区分虚拟与现实。最近的一些研究更明指，有证据表明短期接触暴力电子游戏不会让人们产生攻击性情绪和行为。
家长们可以通过监督孩子们的游玩过程使孩子们远离游戏中的暴力内容。
一些探讨攻击性行为的生物学理论因证据过于薄弱，特别排除了电子游戏和其他媒体可能造成的影响。例如，素質—壓力模式模型中的“催化剂模型”认为人的攻击性是由基因和环境压力共同作用产生的，还认为压力和反社会人格是导致攻击性行为的最突出因素。“催化剂模型”认为，家长或是同辈可能会造成人们产生攻击性，但媒体和电子游戏则不可能。

### 科学界的争论
一种常见的理论认为，玩带有暴力元素的电子游戏会增加青少年的攻击性。许多研究声称得到了支持这一假设的结果，但也有不少研究认为二者之间没有任何关联。正反两方面的学者之间仍在激烈争论。

#### 初步研究
1998年，史蒂文·柯什在学术期刊《童年》中写道，游玩电子游戏会导致敌对归因偏差，他让55名受试者分成两组，分别玩暴力的和非暴力的电子游戏。之后，受试者被要求阅读人物行为模糊的故事，柯什发现被选中玩带有暴力元素电子游戏的受试者更有可能对故事做出负面解释。安德森和迪尔在2000年进行的另一项研究发现，在大学生中，玩带有暴力元素的电子游戏与暴力犯罪之间存在相关性，在激进的男性玩家中，这种相关性更强，但有学者指出这项研究的结果并无一致性，研究方法也有缺陷。
2001年，美国医务总监大卫·撒切尔说：“我们显然将媒体暴力与攻击性行为联系在了一起。但与其他因素相比，这种影响非常小。有些人可能对此不满意，但这就是科学。”
2002年，美国特勤局对41名校园枪击案的肇事者进行了调查，结果发现，其中有12%的人喜欢玩带有暴力元素的电子游戏，24%的人喜欢阅读暴力书籍，27%的人喜欢看暴力电影。一些学者指出，与一般青少年相比，这些数字异常低。
2003年，爱荷华州立大学的一项研究分析了儿童看法与暴力之间的关系。这项研究针对5-12岁的儿童展开，具体研究他们一般每周玩电子游戏的时间，及对原有移情能力的影响。研究者要求受试者分两组，分别游玩约15分钟的暴力电子游戏和非暴力电子游戏，并记录孩子们的脉搏及游玩过程中的挫败感。其后，研究员给孩子们展示一些画有日常情景的图画，有的孩子在看到日常情景的图画后更容易产生攻击性行为，而有的孩子则更容易产生共情行为。研究的结果是没有找到短期内电子游戏对儿童有影响的证据，两种游戏的影响之间也不存在显著差异，标明孩子们不会因为短期游玩暴力游戏而减少共情。不过，在实验开始前的统计中，长期游玩暴力电子游戏的儿童共情能力偏低，这表明暴力电子游戏可能有长期的影响。也有可能这些电子游戏没有让儿童对特定的攻击情景产生共鸣。这些数据可能表明，儿童在长期接触电子游戏后会出现心理脱敏的问题，但并非所有儿童都受到同样的影响。研究人员还推断，有些儿童可能更容易受到负面影响，且可能15分钟的时间还不足以产生短期的认知影响。
2003年，托雷多大學心理学系的珍妮·B·丰克等人研究了四五年级学生接触媒体中和现实生活中的暴力，与心理脱敏（具体表现包括丧失同理心、改变对暴力行为的看法）之间的关系。丰克发现接触电子游戏中的暴力内容与移情能力下降及亲暴力态度之间有相关性。
2003年，威斯敏斯特大学的约翰·科尔韦尔进行另一项研究发现玩带有暴力内容的电子游戏与日本青少年攻击性减少有关。
2005年，美国心理学会发表了一份决议书，认为游戏中的暴力内容会增加敌对性、攻击性想法、促使人们怀疑他人、认同使用暴力解决问题；对暴力性的互动电子游戏研究的综合分析表明，游玩会增加攻击性想法、行为、引发愤怒情绪和其他生理波动，并减少助人行为；媒体中的性暴力与对妇女的暴力行为、强奸谬论的接受度和反妇女态度的增长有相关性。该份决议书呼吁减少媒体（特别是针对儿童的节目和游戏）中的暴力内容，呼吁从社会学习、性别歧视、对少数群体的负面描述以及性别的角度研究电子游戏和其他媒体中的暴力行为对儿童和青少年造成的影响，呼吁让游戏的开发商加入进来一同解决电子游戏中的暴力内容会使儿童和青少年产生攻击性行为和认知的问题。该份决议书还建议娱乐业把暴力行为后果的描述与负面社会后果联系起来，并建立能准确反映电子游戏和互动媒体内容的评级系统。
2005年，布鲁斯·D·巴塞洛等联合了密苏里大学、密西根大学、阿姆斯特丹自由大学和北卡罗来纳大学四所大学的学者，发现电子游戏中的暴力内容与大脑中脱敏相关的事件相关电位有关联。作者认为，长期接触带有暴力元素的电子游戏会对大脑功能和行为产生长期的有害影响。
2005年，尼古拉斯·L·卡纳吉等人在爱荷华州立大学、密西根大学和阿姆斯特丹自由大学的一项研究发现，曾玩过带有暴力元素的电子游戏的人在观看真实的暴力影片时，心率和皮肤电刺激反应都较常人偏低，这表明他们对暴力已经生理脱敏。
2007年斯威本科技大學的一项研究发现孩童对带有暴力元素的电子游戏的反应各不相同，一些孩子变得更加具有攻击性，一些孩子变得更温和，大多数孩子并无行为模式上的明显变化。
2008年，一项追踪研究在日本展开，该研究主要评估儿童玩电子游戏可能产生的长期影响。最终分析的对象是八所公立小学的591名10-11岁的五年级学生，历时一年。该项研究首先要求孩子们完成一项调查，评估孩子们最喜欢的电子游戏中是否存在暴力，以及可能影响结果和孩子们侵略行为的电子游戏环境变量。一年后，该项研究再对孩子们进行调查。结果显示，性别差异非常明显，男孩的攻击行为和愤怒表现明显多于女孩，作者认为这是因为男孩对暴力电子游戏的兴趣要更高。然而，游戏时间与暴力游戏偏好之间的交互作用会减少男孩的侵略性，但对女孩无效。研究人员还发现，有八个环境变量会增加侵略性，包括不合理的暴力、武器的可用性和奖励。此外，角色扮演、暴力程度和幽默这三个环境变量与侵略性降低有关。目前还不清楚从这两项调查中观察到的变化是否真的是情境效应。研究人员发现，电子游戏中暴力的背景和力度对儿童的影响要大于暴力的存在和次数，而且这些影响因儿童而异。
2008年，皮尤互联网与美国生活项目调查统计了电子游戏对青少年社群行为的影响。与没有玩过电子游戏的青少年相比，有玩过多人游戏的青少年的公民意识和政治参与度要高许多。参加游戏相关讨论（如在网站上发表评论或在讨论板上发帖）的青少年会更积极地参与社区和政治活动。在玩游戏的青少年中，63%的人报告说听到或看到过“人们在玩游戏时变得刻薄和过激”，49%的人报告说听到或看到过“人们在玩游戏时变得充满仇恨、种族主义或性别歧视”，78%的人报告说看到过“人们在玩游戏时变得慷慨、乐于助人”。
2009年，一份总结针对新加坡、日本和美国不同年龄段学生三项研究的报告中写道，玩亲社会游戏能增加受试者的有益亲社会行为。
2010年，帕特里克·马基和夏洛特·马基在一份论文中认为，暴力电子游戏只会让那些先天具有攻击性倾向（如有神经质、低亲和型或低尽责型）的人产生攻击性情绪。
2010年，布洛克大学的研究人员保罗·阿达奇和蒂娜·威洛比对争论双方的研究方法都进行了批评，指出实验研究经常将暴力内容与竞争性内容等其他变量混为一谈。在一项后续研究中，作者发现竞争性内容与攻击性，而非人们之前预想的暴力内容有关。
2011年，密歇根大学发表了一项对14000名大学生进行的长达30年的追踪研究，该研究测量了学生的整体移情水平。该研究发现自20世纪80年代以来，大学生们的移情水平整体下降了40%。作者推测这是多种因素共同作用的结果，包括社会日益强调自私自利、父母教育方式的变化、与电脑打交道的时间变长致使孤独感增加，以及更多地沉浸于各种形式的暴力和自恋性的媒体内容（包括但不限于新闻、电视和电子游戏）。作者没有提供有关媒体影响的数据，但引用了相关研究。
2011年，冯·萨利希在一项针对德国青少年的跟踪研究中发现具有攻击性的青少年倾向于选择更暴力的电子游戏。这项研究没有发现任何证据表明游戏中的暴力内容会导致未成年人的攻击行为。作者推测其他研究可能是受到了“单一回答者偏差”的影响，因为不少研究中的关于青少年攻击性增减的报告来自于青少年们自己的判断，而非家长或是老师的判断。
2012年，瑞典的一项研究考察了《指环王Online：安格玛之影》中玩家的合作行为。作者认为，将游戏中的合作或攻击行为与现实生活中的行为相联系的基础是游戏与现实中的物质条件相差不大，而这一基础显然站不住脚。
2013年，200多名媒体学者联名质疑美国心理学会的决议书忽视了结果不一致的研究，歪曲了科学文献，联名者呼吁重新审视相关研究证据，修订之前的决议，并开展更多的研究。联名者包括心理学家杰弗里·阿内特、兰迪·博勒姆、戴维·巴斯、戴维·坎特、洛伦萨·科尔扎托、M·布伦特·唐纳兰、多萝西·埃斯佩拉奇、法蘭克·S·法利、克里斯托弗·弗格森、彼得·格雷、马克·D·格里菲斯、杰西卡·哈默、伊藤瑞子、詹姆斯·C·考夫曼、丹娜·克里萨宁、凯瑟琳·麦克布赖德-张、让·默瑟、哈尔·帕什勒、斯蒂芬·平克、理查德·M·瑞安、托德·肯尼迪·沙克福、丹尼尔·西蒙斯、伊恩·斯彭斯和迪恩·西蒙顿，犯罪学家凯文·比弗、詹姆斯·艾伦·福克斯、罗杰·J·R·莱维斯克和迈克·A·马尔斯，游戏设计研究者鲍勃·德舒特、库尔特·斯奎尔，通讯学者托尔斯滕·夸特及科普作家理查德·罗兹。
2013年摩根·特尔和马克·尼尔森的一项研究无法复现此前亲社会行为增减的研究。
2013年荷兰拉德堡德大学的伊莎贝拉·格拉尼奇等人认为，即便是带有暴力内容的电子游戏也能促进人们提升学习、健康和社交技能，用于治疗心理健康问题的游戏还不够多。伊莎贝拉·格拉尼奇还认为双方的观点都有一定道理，所以有必要从更平衡的角度和更复杂的情况出发进行分析。
2014年，牛津大学的安德鲁·普日比尔斯基研究了暴力内容和挫折感对电子游戏玩家敌意的影响。普日比尔斯基等人发现挫败感（而非暴力内容）会增加玩家的敌意。此外，普日比尔斯基等人还发现此前的一些“经典研究”的结果难以复现。
2014年的一项跟踪研究发现玩含暴力内容的电子游戏会使得人们在很小的幅度上更倾向于做出冒险的行为。
2015年的一项研究考察了带有暴力元素的电子游戏对患有自闭症的青年玩家的影响。研究发现，找不到证据表明玩这类游戏会影响自闭症玩家的攻击性。这一结果与2012年桑迪胡克小学枪击案后人们的担忧不符，当时人们认为带有暴力元素的电子游戏对自闭症患者和其他精神病患者有更大的影响。
2016年的一项研究表明，“性别歧视”类的游戏（作者以侠盗猎车手系列游戏为例）可能会降低对女性的共情能力。虽然作者没有发现任何证据表明游戏会直接造成影响，但作者认为，游戏设定的条件、游戏中的男性角色规范、性别和游戏角色认同之间的交互作用产生了足够的证据，因此可以认为二者之间有关系。其他学者对这项研究表达了对研究方法的一些担忧，比如游戏条件的随机化可能不足以支撑结论（见评论部分）。

#### 元分析
由于不同研究往往会得出千差万别的结论，故学术争论往往会转向元分析——一种整合各项研究，解释不同研究结果之间差异的分析方法。
目前学界已进行了多项元分析研究，但仍会得到不同的结论。一项2001年的元分析回顾了电子游戏中的暴力内容与3033名青少年攻击行为之间的关系，发现两者之间存在显著的正相关关系，得出结论电子游戏中的暴力内容确实会导致青少年攻击行为的增加。同年，约翰·谢里进行的另一项元分析研究对电子游戏中暴力内容的效果持怀疑态度，谢里特别研究了电子游戏中的互动，认为电子游戏不会因此产生更大的影响。谢里后来在2007年发表了另一份元分析研究，再次得到认为电子游戏中的暴力内容对攻击行为的影响微乎其微的结论。谢里还引用他观察到的剂量-反应曲线进行了反驳，他报告说人们会期望青少年接触电子游戏时间越长越有攻击性，然而剂量-反应曲线表明接触电子游戏时间越长攻击性反而越低。
2010年，安德森等人发布了一项元分析研究报告，该报告分析了130项国际研究，总计被分析人数超过13万人。他们报告说，接触暴力的电子游戏会导致玩家产生短期性和长期性的攻击行为，还会减少同情心和亲社会行为。然而，其他学者批评这项元分析排除了一些研究，并存在一些方法上的缺陷。安德森等人为他们进行的元分析进行了辩护，反驳了这些批评。密歇根大学心理学和社会学学者罗威尔·胡斯曼后来撰写了一篇社论，支持安德森等人的结果。后来的另一份对安德森等人报告的再分析说，被分析的研究中的发表偏差比安德森等人以为的要更大，这意味着实际结果可能比安德森等人得到的结果要小，甚至可能没有统计学上的意义。安德森等人表示他们知道这些实验中存在发表偏差，但仍认为得到的结论可靠。
2018年的一项关于暴力电子游戏与攻击性行为之间的长期关系的元分析发现“暴力电子游戏与攻击行为、攻击性认知和攻击性情感呈正相关，而与对暴力受害者的同情和亲社会行为呈负相关”。

#### 使用功能性磁共振成像进行的研究
电子游戏对大脑的长期影响程度也存在一定争议，学者们就此使用功能性磁共振成像进行了一些研究。一些研究表明，电子游戏玩家的杏仁核功能增强，而額葉功能减弱。一些学者由此认为电子游戏对额叶的影响可能类似于侵擾行為障礙症中出现的失活现象。此外，这方面的一些研究被指存在利益冲突。布朗诉娱乐商业协会案中的一些人指出克罗嫩伯格所做的研究是由“成功父母中心”公开资助的，故可能意味着存在利益冲突。
后来的其他研究无法找到含暴力元素的游戏与大脑功能减退之间存在联系的证据。例如，雷根柏格等人进行的一项功能性磁共振成像研究发现，含暴力内容的电子游戏与区分真实和虚拟暴力的能力下降之间没有联系。另一项2016年使用功能性磁共振成像进行的研究没有发现证据表明暴力电子游戏会导致玩家产生脱敏效应。西蒙娜·库恩博士在接受BBC采访时解释说，先前的功能性磁共振成像研究中看到的大脑效应很可能表明，玩家只是能够区分现实和虚构，并相应地调节自己的情绪反应，而不是会发生心理上的脱敏。